# Alok Sharma

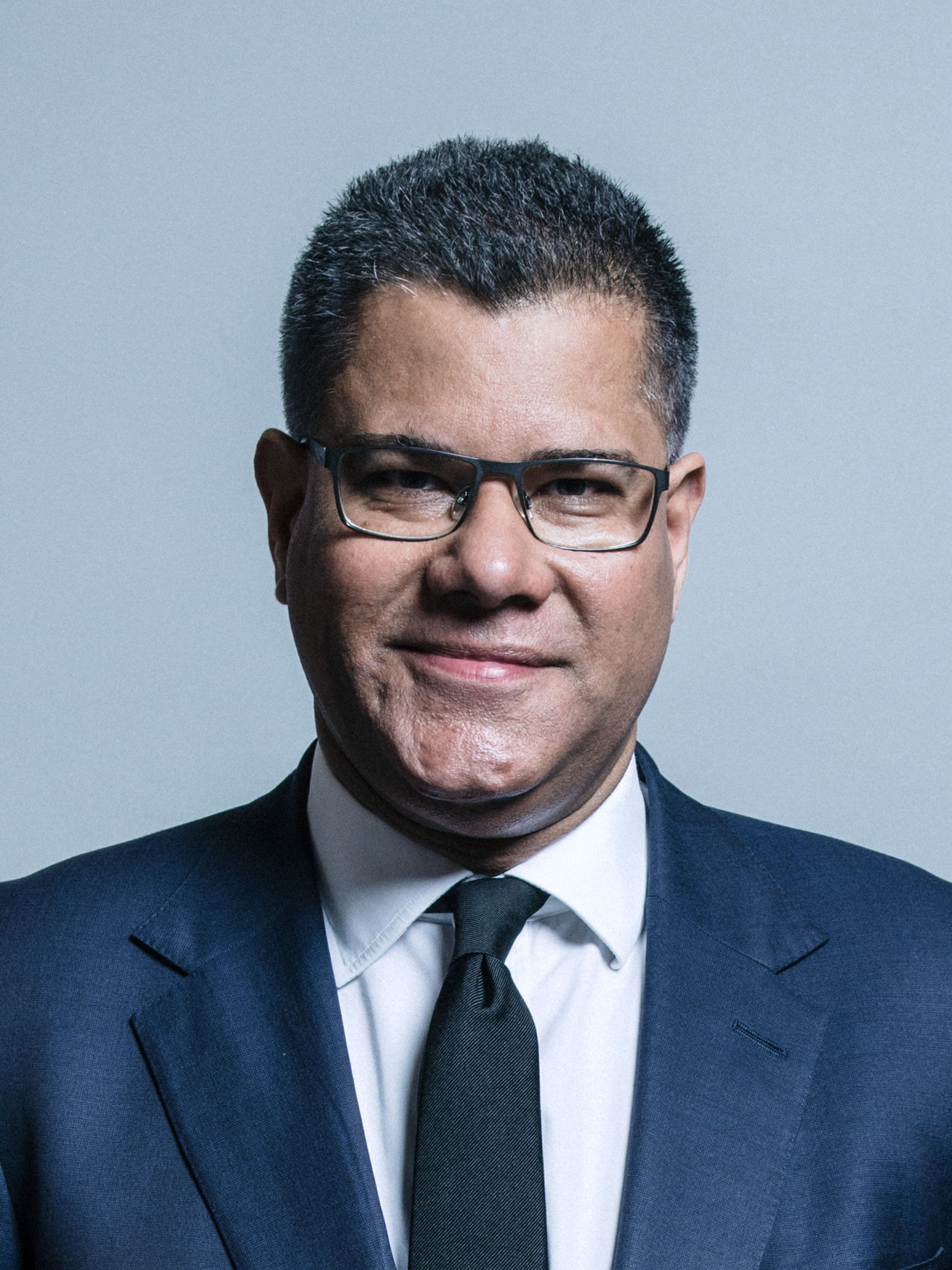
Alok Sharma (2017)

Alok Kumar Sharma, Baron Sharma, KCMG PC (* 7. September 1967 in Agra, Uttar Pradesh, Indien) ist ein britischer Politiker der Conservative Party.

## Politische Karriere
2010 wurde er als Abgeordneter für Reading West ins britische House of Commons gewählt. Er wurde mehrfach wiedergewählt und hatte diesen Parlamentssitz bis 2024 inne.
Er war vom 24. Juli 2019 bis zum 13. Februar 2020 Minister für Internationale Entwicklung und vom 13. Februar 2020 bis zum 8. Januar 2021 Minister für Wirtschaft, Energie und Industriestrategie.
Am 13. Februar 2020 wurde er Präsident der UN-Klimakonferenz 2021 und Staatsminister im Cabinet Office. Für seine dortigen Verdienste um den Klimaschutz wurde er im Januar 2023 als Knight Commander des Order of St Michael and St George geadelt.
Zur britischen Unterhauswahl im Juli 2024 trat er nicht mehr an und schied aus dem House of Commons aus. Am 20. August 2024 wurde er als Baron Sharma, of Reading in the Royal County of Berkshire, zum Life Peer erhoben und ist dadurch seither Mitglied des House of Lords.

## Kritik an Vielfliegerei in Corona-Zeiten
In Großbritannien wurde Sharma im August 2021 in den Medien dafür kritisiert, dass er seit Februar 2021 in 30 Länder geflogen sei, so unter anderem nach Brasilien, Indonesien und Kenia. Die meisten seiner Reisen hätten in den Winter- und Frühlingsmonaten stattgefunden, als internationale Reisen aus Großbritannien weitgehend verboten gewesen waren. Außerdem habe sich Sharma nicht in die vorgeschriebenen Quarantänen begeben. Nicht alle der 30 bekannten Reisen seien Rückflüge nach Großbritannien gewesen, da Sharma auf seiner Reise eine Gruppe von Ländern per Weiterreise besucht habe. Diese Reisen zu und von allen Zielen, die Sharma besucht habe, würde sich auf 200.000 Meilen (ca. 321.869 Kilometer) erstrecken – acht Mal um die Erde.

## Privates
Sharma ist verheiratet und lebt mit seiner schwedischen Frau und seinen beiden Töchtern in Caversham. Sharma legte 2019 seinen Eid im Unterhaus auf die Bhagavad Gita ab.

## Kabinette
- Kabinett May II
- Kabinett Boris Johnson I
- Kabinett Boris Johnson II
- Kabinett Truss